# Pierre Vidal-Naquet
Pierre Emmanuel Vidal-Naquet (* 23. Juli 1930 in Paris; † 29. Juli 2006 in Nizza) war ein französischer Althistoriker und politischer Sozialhistoriker. Er lehrte zuletzt an der École des Hautes Études en Sciences Sociales (EHESS) und ist mit Marcel Detienne, Nicole Loraux sowie Jean-Pierre Vernant Begründer bzw. Protagonist der sogenannten École de Paris der historischen Anthropologie am Centre Louis Gernet der EHESS.

## Leben und Wirken
Pierre Vidal-Naquet stammt aus einer jüdisch-laizistischen Familie, die sich stark über die Identifikation mit der Republik definierte. Seine Vorfahren waren Juden aus dem südfranzösischen Comtat Venaissin, sogenannte Comtadins. Die Familie hatte in Carpentras gelebt. Der Vater, 1899 in Paris geboren, war der Jurist Lucien Vidal-Naquet und durch die Dreyfus-Affäre politisiert. Er wurde 1940 Mitglied der Résistance in der Widerstandsgruppe Musée de l’Homme. Die Mutter, Marguerite Valabrègue, wurde 1907 geboren. Seine Eltern wurden 1944 nach Auschwitz deportiert und ermordet.
Nach dem Studium spezialisierte sich Vidal-Naquet auf das Griechische Altertum sowie die Zeitgeschichte. Eines seiner Forschungsthemen waren die Atlantis-Dialoge Timaios und Kritias von Platon. Dabei untersuchte er unter anderem die Haltung von Religion und Aufklärung gegenüber dem Judentum und die damit einhergehende Funktionalisierung von Platons Atlantis-Mythos. Er selbst hielt Platons Atlantis für eine Allegorie, eine Idealisierung der griechischen Polis, die in der Neuzeit von verschiedenen politischen Ideologien vereinnahmt wurde. Darin folgte er Moses I. Finley und Arnaldo Momigliano. Vidal-Naquet erkannte die herausragende Rolle der Hopliten in der dorischen Polis und in Athen und betrachtete sie als eine eigene Gesellschaftsklasse. Diese bestehe aus Wehrbürgern, die sich sowohl in die Phalanx eingliedern ließen als auch ihre individuellen Rechte als freie Bürger vertreten könnten. In einer derartigen Militärdemokratie, die den aristokratischen Einzelkämpfer der homerischen Epoche durch das disziplinierte Heer der Bürger ablöse, seien alle zivilen Lebensbereiche militärisch überformt.
Vidal-Naquet widmete sich auch eingehend der griechischen Polis als Männerbund („club d’hommes“, nach der Formulierung von Henri I. Marrou) und der Tragödie, in der den Frauen, die in der politischen Geschichte so gut wie abwesend sind bzw. zum Schweigen gebracht werden, von den – durchwegs männlichen Autoren – eine gewichtige Rolle zugewiesen wurde. 
Eine enge Bindung Vidal-Naquets bestand zu Pierre Nora, Jérôme Lindon, Charles Malamoud, Nicole Loraux, Marcel Detienne, Germaine Tillion und Cornelius Castoriadis, der ihn seit seiner Jugend mit seinen politischen, später philosophischen Texten beeinflusste. Durch Alexandre Derczansky fand er zur jüdischen Kultur. In der breiteren Öffentlichkeit erhielt Vidal-Naquet vor allem durch sein politisches Engagement Aufmerksamkeit: Er arbeitete die französischen Verbrechen während des Algerienkriegs 1954–1962 auf und nahm zugunsten von Folteropfern wie dem Mathematiker und kommunistischen Aktivisten Maurice Audin Stellung. Auch wandte er sich gegen die Holocaustleugnung in Teilen der französischen Gesellschaft. Im Zentrum dieses Engagements stand sein 1981 vorgelegtes Buch Les Assasins de la mémoire (dt. Die Schlächter der Erinnerung), das jeder Diskussion mit Negationisten eine Absage erteilte. 1999 wurde er zum korrespondierenden Mitglied der British Academy gewählt. Zu Israel, dem er sich gleichwohl emotional nahe fühlte, nahm er ab 1967 (Sechstagekrieg) eine sehr kritische Haltung ein. Im Prozess gegen Klaus Barbie wurde seine Stimme öffentlich wahrgenommen. Vidal-Naquet starb in der Nacht vom 28. auf den 29. Juli 2006 im Alter von 76 Jahren an den Folgen einer Gehirnblutung.

## Kritik
Innerhalb Frankreichs zirkulierte unablässig die intellektuelle Kritik, insbesondere zwischen den Mitgliedern des Centre Louis Gernet der EHESS (außerhalb Frankreichs als School of Paris bezeichnet), was zuweilen zu vorübergehenden Zerwürfnissen führte, aber stets produktiv aufgegriffen wurde, so auch von Vidal-Naquet. Nicole Loraux etwa kritisierte die zu starke Beschränkung von Vernant und Vidal-Naquet auf vom Strukturalismus vorgegebene Themen und Zugangsweisen („Le cru, l’enfant grec et le cuit“...).
In Italien wurde sein Ansatz in erster Linie von Philologen kritisiert, die wie er dem Marxismus nicht fernstanden. Ihm wurde ein ahistorischer Grundzug vorgeworfen, der die Unterschiede zwischen einzelnen Autoren und Epochen verwische, sowie Manipulationen der Texte durch Beschreibung in Kategorien, welche diesen grundsätzlich fremd seien, wie der Polysemie und der Ambiguität.
Die „Ecole de Paris“ machte sich insgesamt niemals Illusionen über eine von der Basis-Überbau-Logik determinierte oder gar zu erklärende Geschichte; auch nicht über eine irgendwie geartete Abwesenheit von Polysemie und Ambiguität in der Sprache, sei sie nun gesprochen oder geschrieben, aus der Antike oder in der Gegenwart. Das hat sie nicht daran gehindert, so genau wie möglich die Texte in ihrem jeweiligen Kontext und aus einander ergänzenden Perspektiven zu analysieren und damit bahnbrechende Interpretationen und Sichtweisen auf die Historiographie, die Literatur, die Philosophie und die Politik der griechischen, insbesondere der athenischen Polis sowie auf das Griechische Imaginäre insgesamt hervorzubringen. 

## Schriften (Auswahl)
- mit Pierre Lévêque: Clisthène l’Athénien, Paris, Les Belles Lettres, 1964
- mit Michel Austin: Économies et Sociétés en Grèce ancienne. Périodes archaïque et classique. Armand Colin (8. Auflage, 2007)
  - Deutsche Ausgabe: Gesellschaft und Wirtschaft im alten Griechenland. München 1984, ISBN 3-406-09457-0 (gemeinsam mit Michel Austin)
- Le Chasseur noir. Formes de pensées et formes de société dans le monde grec. François Maspero, 1981, La Découverte, 2005
  - Deutsch: Der schwarze Jäger. Denkformen und Gesellschaftsformen in der griechischen Antike. Frankfurt, Peter Lang, 1989, ISBN 3-593-33965-X
- L’Atlantide. Petite histoire d’un mythe platonicien. Les Belles Lettres, 2005
  - Deutsch: Atlantis. Geschichte eines Traums. Übers. A. Lallemand, C. H. Beck, München 2006
- Mythe et Tragédie en Grèce ancienne. Avec Jean-Pierre Vernant, François Maspero, 1972; La Découverte, 2005
- mit Jean-Pierre Vernant: La Grèce ancienne. Le Seuil, coll. Points Essais

1. Du mythe à la raison, 1990
2. L’Espace et le Temps, 1991
3. Rites de passage et Transgressions, 1992

- mit Jean-Pierre Vernant: Œdipe et ses mythes. Complexe, 2001
- mit Jean-Pierre Vernant: Travail et esclavage en Grèce ancienne. Complexe, 2002
- La Démocratie grecque vue d’ailleurs. Flammarion, 1990
- Les Grecs, les historiens et la démocratie. La Découverte, 2000
- Le Miroir brisé : tragédie athénienne et politique. Les Belles Lettres, 2002
- Le Monde d’Homère. Librairie académique Perrin, 2000
- Fragments sur l’art antique. Agnès Viénot, 2002

Zeitgeschichte:
- L’Affaire Audin 1957–1978. Éditions de Minuit, 1989
- La Torture dans la République: essai d’histoire et de politique contemporaine 1954–1962, Paris, Éditions de Minuit, 1972
  - Englisch: Torture. Cancer of Democracy. London e.a., Penguin, 1963
- Face à la raison d’État. Un historien dans la guerre d’Algérie. Paris, La Découverte, collection « Cahiers libres », 1989
- Les Crimes de l’armée française. Algérie 1954–1962, Paris, La Découverte, 2001 [Préface inédite de l’auteur]
- La Raison d’État. Textes publiés par le Comité Audin. Paris, La Découverte, 2002 (zuerst 1962 Éditions de Minuit)
- Les Assassins de la mémoire. « Un Eichmann de papier » et autres essais sur le révisionisme, Paris, Le Seuil, 1995 (zuerst 1981, Éditions Maspero)
  - Deutsch: Die Schlächter der Erinnerung. Essays über den Revisionismus, übers. und mit einer Einleitung von Alice Pechriggl sowie einem Vorwort zur deutschen Ausgabe von P. Vidal-Naquet, Wien, WUV Facultas, 2002, ISBN 3-85114-661-1
  - engl. A "Paper Eichmann". Anatomy of a Lie. 1980 Volltext (auch in Franz. online)
- Les Juifs, la mémoire et le présent, Paris, Le Seuil, 1995 (Les Belles Lettres, 2023, ISBN 978-2-251-45442-9)
- Le Trait empoisonné. La Découverte, 1993, 2002 (über Jean Moulin)